# I wojna macedońska

Obszar Morza Śródziemnego w 218 p.n.e. Macedonia - kolor ciemnoniebieski, Republika rzymska - kolor jasnoniebieski

I wojna macedońska - konflikt zbrojny pomiędzy republiką rzymską i Macedonią rządzoną przez Filipa V trwający w latach 215-205 p.n.e.

## Przyczyny wybuchu wojny
W wyniku wojen iliryjskich Rzym zajął część obszarów Ilirii, która zawsze skupiała uwagę władców macedońskich ze względu na kontakty z tamtejszymi Dardanami, Pajonami oraz z Epirem. Na dworze Filipa V przebywał Demetriusz z Faros, dawny władca niewielkiego państewka klienckiego Rzymu, wtedy wypędzony ze swych włości przez armię rzymską. Namawiał on macedońskiego króla do interwencji na wybrzeżu Adriatyku. Dodatkowo republika rzymska przechodziła właśnie trudne chwile w pierwszej fazie II wojny punickiej, ponosząc duże straty jakie zadawał legionom Hannibal. Filip przekonany, że zajęty wojną Rzym nie będzie w stanie interweniować w Ilirii już w 217 p.n.e. (po klęsce Rzymian nad Jeziorem Trazymeńskim) próbował zająć Apollonię jednak bez skutku. W 215 p.n.e. zawarł porozumienie z Hannibalem, na mocy którego kartagiński wódz miał uwzględnić przyszłe macedońskie zdobycze nad Adriatykiem w ewentualnym traktacie pokojowym z republiką (działo się to tuż po masakrze legionów pod Kannami, w szczytowym okresie potęgi Hannibala w Italii). Z treści traktatu wynika, że Filip nie był zainteresowany interwencją na Półwyspie Apenińskim.
Rzym zaniepokojony wrogim sojuszem, nie mogąc wysłać do Ilirii legionów potrzebnych w Italii, zdecydował się na działania dyplomatyczne. Republika zawarła sojusz ze Związkiem Etolskim przeciwko Macedonii. Etolowie mieli zachować obszary zdobyte w przyszłej wojnie, natomiast ewentualne łupy miały być dzielone między sprzymierzeńców.

## Przebieg wojny
Rzymianie i Etolowie toczyli walkę nie tyle przeciwko samej Macedonii co raczej jej greckim sojusznikom. Byli zainteresowani przede wszystkim łupami, bezlitośnie rabując zdobyte obszary. Przeciwko Macedonii opowiedział się także Attalos I, władca Pergamonu utrzymujący kontakty z Etolami. Filip V w odpowiedzi przekonał władcę Bitynii do najazdu na swego sąsiada.
Brak możliwości zdecydowanego zaangażowania się w konflikt ze strony Rzymu sprawił, że Etolowie nie dysponujący siłą wystarczającą do pokonania przeciwnika, zawarli z Macedonią w 206 p.n.e. pokój, na mocy którego utracili część obszarów nad Zatoką Malijską. Nie był to koniec konfliktu - Filip miał teraz wolne ręce w Ilirii, a republika wysłała tam większą armię. Obie strony doszły wkrótce jednak do porozumienia: Rzym utrzymał swój protektorat w Ilirii, ale Macedonia otrzymała Atintanię z dostępem do Adriatyku. Podpisanie pokoju spowodowane było brakiem zainteresowania republiki konfliktem z Macedonią - trwała właśnie ostateczna rozprawa z Hannibalem.

## Po wojnie
Wojna okazała się pierwszą z kilku pomiędzy Rzymem i Macedonią. W ich wyniku Macedonia została w końcu zajęta przez republikę stając się rzymską prowincją.